# Jagelló Erzsébet Bonifácia lengyel királyi hercegnő
Jagelló Erzsébet Bonifácia (Krakkó, 1399. június 22. – Krakkó, 1399. július 13.), lengyelül: Elżbieta Bonifacja Jagiellonka, litvánul: Elžbieta Bonifacija Jogailaitė, lengyel királyi hercegnő és litván nagyhercegnő. A Jagelló-ház tagja. Születésétől kezdve automatikusan a lengyel korona örökösének tekintették, de mind az ő, mind pedig négy nappal később édesanyjának halála legitimációs válságot idézett elő Lengyelországban, hiszen Erzsébet hercegnő apja, Jagelló csak a felesége, I. (Anjou) Hedvig királynő jogán (iure uxoris) volt II. Ulászló néven Lengyelország királya, amit csak apjának újbóli házasságkötése Cillei Annával, III. Kázmér lengyel király unokájával oldott meg 1402-ben.

## Élete
Édesapja Jagelló litván nagyherceg és II. Ulászló néven iure uxoris lengyel király, Algirdas litván nagyfejedelem és Rurik Julianna tveri nagyhercegnő fia. Édesanyja I. (Szent) Hedvig lengyel királynő, I. (Nagy) Lajos magyar és lengyel király, valamint Kotromanić Erzsébet bosnyák királyi hercegnő legkisebb lánya.
A második keresztnevét, a Bonifáciát IX. Bonifác pápa után kapta.
A kis Erzsébet Bonifácia kevesebb mint egy hónapot élt, édesanyja pedig, aki négy nappal később követte a halálba, gyermekágyi lázban halt meg. Erzsébet volt I. (Nagy) Lajos második unokája. Az első ugyancsak rövid életet élt, ugyanis Erzsébet hercegnő nagynénje, I. (Anjou) Mária magyar királynő szintén gyermekszülés következtében vesztette életét 1395. május 17-én, amikor az előrehaladottan terhes Mária lovaglás közben elszenvedett balesetében megindult szülésekor idő előtt világra hozott gyermekével együtt elhunyt.
Erzsébet Bonifácia hercegnőt és édesanyját, Hedvig királynőt a waweli székesegyházban helyezték örök nyugalomra 1399. július 19-én.
Később született féltestvérei voltak: Hedvig (1408–1431), I. (III.) Ulászló (1424–1444) lengyel és magyar király és IV. Kázmér (1427–1492) litván nagyherceg és lengyel király, Habsburg Erzsébet (1437–1505) magyar királyi hercegnőnek, I. (Habsburg) Albert magyar, német és cseh király, osztrák herceg, valamint Luxemburgi Erzsébet lányának a férje.